# Ergaula capensis
Ergaula capensis är en kackerlacksart som först beskrevs av Henri Saussure 1893.  Ergaula capensis ingår i släktet Ergaula och familjen Polyphagidae. Inga underarter finns listade i Catalogue of Life.